# Blažo Rajović
Blažo Rajović (Podgorica, 26 de março de 1986) é um futebolista montenegrino.
Atuou por Budućnost, Mladost CKB, Dečić e Kom (os três últimos por empréstimo). Hoje ele defende o Vllaznia Shkodër da Albânia.